# Mesosociología
La Mesosociología, es una rama de la Sociología que constituye su objetivo principal en los grupos humanos. Se le denomina así porque se halla en el nivel intermedio entre las formas más elementales de sociabilidad y las más complejas. Las formas complejas se derivan de la unión y fusión de los grupos, pasando a ser formas macrogrupales que son campo de estudio de la Macrosociología. Debido a que no hay una unanimidad en cuanto a la definición y descripción de grupo, se fijan las características observables más sobresalientes y que mejor definan al grupo y a su enorme variedad. El mesosociólogo debe ser capaz de descubrir inmediatamente al grupo social y tipificarlo con rapidez y fiabilidad.
Algunas formas de descripción de grupos son las siguientes:
- Es una unidad colectiva real, aunque parcial.
- Es directamente observable.
- Está fundamentado en actitudes colectivas continuas y activas.
- Sus componentes realizan una tarea común.
- Manifiestan una unidad de actitudes, obras, conductas, normas, valores, etc.
- Tiende a fusionar a sus componentes microsociales.
- Tiende a estructurarse.

Ejemplos de grupos: Municipios, regiones, sectas, congregaciones, conventos, universidades, academias, ONG, consumidores, equipos deportivos, partidos políticos, etc.